# Maksymilian Alweil
Maksymilian Alweil (ur. 11 lutego 1903 roku w Kołomyi, zm. 17 lutego 1979 roku w Katowicach) – polski lekarz stomatolog, działacz społeczny i polityczny związany z Galicją Wschodnią i Górnym Śląskiem. 

## Życiorys
Urodził się w rodzinie Hermana i Amalii Schworz. Po ukończeniu gimnazjum w 1919 r. podjął naukę w szkole lekarskiej, uzyskując w 1929 dyplom technika dentysty. Od początku lat 20. pracował jako stomatolog w Kołomyi i Tyśmienicy, w latach 1936–1938 prowadził prywatny gabinet w Kołomyi. Od końca lat 20. zaangażowany w działalność komunistyczną w KPZU. W 1937 r. został skazany na dwa lata więzienia (wyrok odbywał od stycznia 1938 r. do września 1939 r.). Podczas okupacji radzieckiej pracował w II Poliklinice Miejskiej w Kołomyi oraz służył jako lekarz w Armii Czerwonej. W 1941 r. wyjechał na Wschód, zostając lekarzem w wojsku sowieckim, następnie pracował jako dentysta w Stalinabadzie. Był członkiem Związku Patriotów Polskich (1944–1945). 
W 1946 roku powrócił do Polski i osiedlił się na Górnym Śląsku. Pracował w Ubezpieczalniani Społecznej – Szpitalu nr 4 w Katowicach. Od 1950 roku kierował Miejskim Ambulatorium Dentystycznym, następnie Wydziałem Stomatologicznym oraz Oddziałem Stomatologicznym Wydziału Zdrowia i Opieki Społecznej Wojewódzkiej Rady Narodowej w Katowicach. W 1969 r. stanął na czele Wojewódzkiej Przychodni Stomatologicznej, która wyłoniła się z Oddziału. Był członkiem PPR (1946–1948) i PZPR, działał również w Towarzystwie Przyjaźni Polsko-Radzieckiej, Towarzystwie Rozwoju Ziem Zachodnich, Związku Ateistów i Wolnomyślicieli oraz Związku Bojowników o Wolność i Demokrację. Był członkiem Polskiego Towarzystwa Stomatologicznego. 
Odznaczony Krzyżem Oficerskim Orderu Odrodzenia Polski, Złotym Krzyżem Zasługi oraz Orderem Sztandaru Pracy II klasy. 
Żonaty z Jadwigą z Łysków, mieli dwóch synów i dwie córki.